# Ratchet & Clank: Rift Apart
Ratchet & Clank: Rift Apart ist ein Jump ’n’ Run aus dem Jahr 2021, das von Insomniac Games entwickelt und von Sony Interactive Entertainment für die PlayStation 5 veröffentlicht wurde. Es ist der sechzehnte Teil der Ratchet-&-Clank-Reihe und Nachfolger zu Ratchet & Clank: Into the Nexus von 2013. Rift Apart wurde im Juni 2020 angekündigt und am 11. Juni 2021 veröffentlicht.
Das Spiel erhielt positive Kritiken, wobei die Grafik, der Kampf und die technischen Fortschritte besonders gelobt wurden. Bis Juli 2021 wurden 1,1 Millionen Einheiten verkauft.

## Spielprinzip
Das Spiel hat viele Gameplay-Ähnlichkeiten mit Ratchet & Clank und anderen Einträgen in der Serie. Es behält Elemente früherer Ratchet-&-Clank-Spiele bei, wie z. B. Strafing, Gunplay, das Sammeln von Bolzen, automatische Waffen- und Gesundheits-Upgrades, manuelle Raritanium-Waffen-Upgrades und Gadgets. Die wichtigste spielbare Figur ist Ratchet. Er wird von seinem Roboterfreund und Kumpel Clank begleitet, der auf seinem Rücken aufgehängt ist. Zusätzlich hat das Spiel einen spielbaren weiblichen Lombax namens Rivet. Der Spieler navigiert Ratchet und Rivet durch verschiedene Umgebungen in einer Vielzahl von Levels, besiegt Feinde mit einer Reihe verschiedener Waffen und Geräte und überwindet Hindernisse, um wichtige Missionsziele zu erreichen.
Das Spiel führt in die Serie das Konzept der nahezu augenblicklichen Echtzeitreise zwischen verschiedenen Gebieten, Planeten und anderen Welten innerhalb von Spielszenen über ein System interdimensionaler Portale ein. Damit der Spieler diese Funktion nutzen kann, wird im Arsenal von Ratchet und Rivet eine neue Mechanik namens „Rift Tether“ eingeführt, die sie von einer Seite eines Portals zur anderen zieht und es ihnen ermöglicht, sich schnell zwischen Punkten zu bewegen. Das Spiel bietet die Rückkehr von Planeten, die in früheren Einträgen mit einer dimensionalen Wendung erkundet wurden, durch ihre alternativen Gegenstücke, neben neuen Planeten, die zuvor in der Franchise nicht zu sehen waren. Das Spiel bietet verbesserte Mobilitäts- und Durchquerungsoptionen mit zusätzlichen Bewegungen wie Dashing und Wall Running. Darüber hinaus bietet das Arsenal des Spiels eine Mischung aus brandneuen Waffen und wiederkehrenden Klassikern aus früheren Titeln.
Das Spiel bietet eine Reihe von Zugänglichkeitsoptionen, darunter einen Modus mit hohem Kontrast und Umschalter für vereinfachtes Durchqueren, Kameraempfindlichkeit, Flugunterstützung usw., um sicherzustellen, dass alle Spieler das Gameplay genießen und die Geschichte vervollständigen können.

## Handlung
Angesichts ihrer bisherigen Heldentaten werden Ratchet (James Arnold Taylor) und Clank (David Kaye) als galaktische Helden gefeiert. Während einer Parade zu ihren Ehren enthüllt Clank, dass er den Dimensionator repariert hat, ein Gerät, das Risse in andere Dimensionen öffnen kann, damit Ratchet nach der Lombax-Rasse und seiner vermissten Familie suchen kann. Doktor Nefarious (Armin Shimerman) greift jedoch plötzlich die Parade an und versucht, den Dimensionator zu stehlen, aber während des Kampfes schießt Ratchet jedoch auf den Dimensionator, um Nefarious aufzuhalten, wodurch sich zufällig Dimensionsrisse öffnen. Ratchet, Clank und Dr. Nefarious werden schließlich in ein alternatives Universum transportiert, der Dimensionator explodiert dann, was das Gewebe von Raum und Zeit beschädigt und die drei trennt. Clank wacht auf und findet sich alleine wieder und vermisst jetzt seinen rechten Arm durch die Explosion. Clank wird dann von einem weiblichen Lombax namens Rivet (Jennifer Hale) entdeckt und abgeholt. Währenddessen landet Dr. Nefarious in einem Thronsaal, wo er fälschlicherweise für Imperator Nefarious (Robin Atkin Downes) gehalten wird, eine alternative Version von Nefarious, der im Gegensatz zu ihm in dieser Dimension nie besiegt wurde. Ratchet ist derweil allein und beginnt mit der Suche nach Clank. Da der Imperator derzeit bei einer Eroberung abwesend ist, nimmt Dr. Nefarious heimlich seine Identität an und schickt seine neuen Schergen hinter Ratchet und Rivet her.
Während der Suche sieht Ratchet, wie Rivet mit Clank vom Planeten flieht. Ratchet trifft auf Phantom (den alternativen Skidd), ein Mitglied des Widerstands gegen Imperator Nefarious, der ihm einen elektronischen Helfer namens Glitch schenkt, der ihm hilft, ein Schiff zu bekommen, das Rivet folgt. Rivet bringt Clank zu ihrem Versteck, wo Clank eine dimensionale Anomalie untersucht und Kontakt mit einem Propheten namens Gary aufnimmt, der seine Hilfe bei der Reparatur von dimensionalen Anomalien in Anspruch nimmt, um die dimensionale Katastrophe zu verhindern. Rivet repariert Clanks Kommunikator und er und Rivet können Ratchet kontaktieren und einen Plan zum Wiederaufbau des Dimensionators entwickeln, damit sie in ihre eigene Heimatdimension zurückkehren und die Dimensionskatastrophe stoppen können.
Ratchet macht sich auf die Suche nach dem Bauplan für den Dimensionator und rekrutiert einen von Garys Roboterlehrlingen, Kit (Debra Wilson), als seinen Partner. Kit warnt Ratchet, dass sie ein Warbot ist, der von Imperator Nefarious gebaut wurde, und sie könnte die Kontrolle über ihre Programmierung verlieren und ihn angreifen, aber Ratchet versichert ihr, dass sie ein gutes Team abgeben. Dann begeben sie sich in ein geheimes Labor, um einen neuen Dimensionator zu schmieden. Rivet und Clank machen sich auf den Weg, um den Phasenquarz zu sammeln, der für den Antrieb des Dimensionators benötigt wird, aber er wird versehentlich zerstört. Ohne eine andere Wahl suchen Rivet und Clank nach dem mythischen Fixer, der alles reparieren kann, und überzeugen ihn, seine eigenen Selbstzweifel zu überwinden, um den Phasenquarz zu reparieren. Ratchet und Rivet treffen sich dann endlich, und Clank trifft sich wieder mit Ratchet und Kit stimmt zu, Rivets Partner zu werden. Sie vervollständigen dann den Dimensionator, nur damit Dr. Nefarious eintrifft, um zu versuchen, ihn zu stehlen. Dr. Nefarious ist besiegt, aber Imperator Nefarious trifft ein, besiegt Ratchet und Rivet mit Leichtigkeit und stiehlt den Dimensionator für sich, mit dem er Captain Quantum (den alternativen Captain Qwark) eliminieren und den Widerstand ein für alle Mal zerstören will.
Rivet verfolgt Imperator Nefarious, aber er benutzt den Dimensionator, um sie in eine Taschengröße zu verbannen. Während Rivet nach einem Riss sucht, durch den sie entkommen kann, erzählt sie Kit, wie sie ihren Arm durch einen Warbot-Angriff verloren hat, und Kit erkennt, dass sie dafür verantwortlich ist. Ratchet macht sich auf den Weg, um Captain Quantum zu warnen, kann Imperator Nefarious jedoch nicht daran hindern, Captain Quantum durch einen Riss zu verbannen. Imperator Nefarious feiert die endgültige Eroberung des Universums, fühlt sich aber nicht erfüllt, bis er erkennt, dass er mit dem Dimensionator jede Dimension erobern kann. Während Ratchet und Rivet Imperator Nefarious ausspionieren, erkennen sie, dass Imperator Nefarious die Dimensionskarte brauchen wird, und machen sich auf den Weg, um ihn abzufangen. Rivet und Kit gehen an Bord des Flaggschiffs von Imperator Nefarious und retten Gary, der enthüllt, dass er die Dimensionskarte in einer Dimensionsanomalie versteckt hat. Ratchet und Clank holen die Dimensionskarte zurück, werden aber von Imperator Nefarious überfallen und durch einen Riss verbannt. Kit verwandelt sich in ihre Warbot-Form, um zu versuchen, Imperator Nefarious aufzuhalten, was Rivet schockiert, aber Kit wird am Ende auch durch einen Riss verbannt.
Allein gelassen macht sich Rivet auf den Weg zu der Gefängniseinrichtung, in die Imperator Nefarious alle seine Feinde verbannt hat, und inszeniert einen Gefängnisausbruch, wodurch Ratchet und Clank sowie der Rest des Widerstands befreit werden. Kit fühlt sich jedoch immer noch schuldig, weil er den Verlust von Rivets Arm verursacht hat, und beschließt, die Gruppe zu verlassen. Während sich der Widerstand neu gruppiert, kündigt Imperator Nefarious an, dass er plant, in andere Dimensionen einzudringen, beginnend mit der Heimatdimension von Ratchet und Clank. Ratchet, Clank, Rivet und der Widerstand verfolgen Imperator Nefarious durch den Riss. Ratchet und Clank zerstören den riesigen Kraftanzug von Imperator Nefarious und Kit kehrt zurück, um seine Streitkräfte in Schach zu halten, während Rivet Imperator Nefarious persönlich konfrontiert. Gemeinsam schaffen es alle, einschließlich Dr. Nefarious, Imperator Nefarious zu besiegen und durch einen Riss zu verbannen. Clank holt den Dimensionator zurück und verwendet ihn, um die Dimensionen zu reparieren und die Dimensionskatastrophe abzuwenden.
Nachdem beide Dimensionen und die gesamte Realität gerettet sind und der Dimensionator in ihrem Besitz ist, nutzen Ratchet, Clank, Rivet und Kit die Gelegenheit, um zusammen abzuhängen, den Schaden zu reparieren, den Imperator Nefarious verursacht hat, einen neuen Arm für Clank zu bauen und weitere Abenteuer zu erleben.
Im Abspann beginnen die Bürger von Nefarious City damit, das Erbe des Regimes abzubauen, Dr. Nefarious trifft wieder auf Lawrence, der jetzt Vater ist, und Gary teilt seine Erkenntnisse mit seinem Vater, dem Klempner.

## Synchronisation
| Rollenname          | Englische Synchronstimme | Deutsche Synchronstimme |
| ------------------- | ------------------------ | ----------------------- |
| Ratchet             | James Arnold Taylor      | Dirk Fenselau           |
| Clank               | David Kaye               | Dirk Hardegen           |
| Rivet               | Jennifer Hale            | Lara Loft               |
| Kit                 | Debra Wilson             | Anni C. Salander        |
| Dr. Nefarious       | Armin Shimerman          | Vincent Fallow          |
| Imperator Nefarious | Robin Atkin Downes       | Dirk Meyer              |

## Entwicklung
Ratchet & Clank: Rift Apart wurde von Insomniac Games als exklusiver Titel für die neu erschienene Spielkonsole PlayStation 5 entwickelt. Im Gegensatz zu früheren Spielen der Ratchet-&-Clank-Reihe, bei denen die Entwicklung vom sekundären Team in North Carolina geleitet wurde, wurde Rift Apart vom gesamten Team beider Studios entwickelt. Ratchet & Clank: Rift Apart bietet eine eigenständige Handlung in voller Länge, die sowohl Veteranen als auch Neueinsteiger der Serie ansprechen soll, während sie gleichzeitig als Fortsetzung von Ratchet & Clank: Into the Nexus und dem 2016er Reboot Ratchet & Clank dient. Die Entwicklung wurde von Creative Director Marcus Smith und Game Director Mike Daly gemeinsam geleitet.
Insomniac Games erhielt schon früh im Entwicklungszyklus der PlayStation 5 die notwendigen Entwicklungskits und das Team begann umgehend mit der Arbeit an der Konzeptualisierung. Creative Director Marcus Smith erklärte, dass sie anfangs mit dem Dilemma konfrontiert waren, wie sie das Spiel sowohl für langjährige Serienfans als auch für neue Spieler attraktiv machen könnten, die möglicherweise noch nicht einmal geboren waren, als das letzte Spiel in voller Länge in der Serie war veröffentlicht. Die ersten Ideen für Ratchet & Clank: Rift Apart entstanden, nachdem das Team mehrere Diskussionen über die Möglichkeiten geführt hatte, die Verbesserungen in der Hardware der nächsten Generation bieten. Game Director Mike Daly sagte, dass sie von Anfang an wussten, dass das Spiel exklusiv für die PS5 sein würde, und sie wollten diese Tatsache ausnutzen. Er fügte hinzu: „Wir wollten ein Spiel machen, das neu war und die Erfahrung weiter ausbaute als zuvor. Als wir darüber nachdachten, was wir tun könnten, und wussten, was wir vorher nie tun konnten, wurde klar, dass so viel von der Struktur von Spielen hängt davon ab, wie Sie Dinge in den Speicher laden können.“ In Bezug auf die Vereinfachung von Arbeitsabläufen aufgrund der speziell entwickelten SSD der PS5 erklärte Smith, dass das „Spiel Dimensionen und Dimensionsrisse verwendet, und das würde Ohne das Solid-State-Laufwerk der PlayStation 5 wäre das nicht möglich gewesen“, fügte er hinzu, dass es „schreiend schnell ist. Es ermöglicht uns, Welten zu bauen und Spieler in nahezu augenblicklicher Geschwindigkeit von einem Ort zum anderen zu schicken. Es ist ein unglaublicher Spielveränderer In Bezug auf können wir jetzt ein Gameplay machen, in dem Sie sich in einer Welt befinden und im nächsten Moment in einer anderen , It's a Wonderful Life als Inspiration für die di Reaktion des Spiels.“ Smith erklärte, dass die Neugier des Teams durch die Frage geweckt wurde: „Wie würde eine andere Dimension von Ratchet and Clank aussehen? Und insbesondere, wie würde Ratchets Leben aussehen, wenn er kein Clank hätte?“
Beim Aufbau der Traversal-Mechanik des Spiels gab es für Insomniac Games die Möglichkeit, ihre Erfahrungen aus früheren Titeln, die sie entwickelt haben, zu nutzen, um die Traversal-Mechanik in Rift Apart zu verbessern und zu erweitern. Smith erklärte: „Ich denke, die Lektionen, die wir aus Sunset Overdrive und Marvel’s Spider-Man gelernt haben, während wir vielleicht gerade irgendwo einen Hakenschuss hatten, haben wir jetzt Bereiche, in denen Sie Hakenschuss machen und dann Phantom Dash und verwenden können dann Wall Run und dann Rift Tether und es fließt wirklich schön zusammen.“
Fasziniert von dem Konzept unterschiedlicher Entscheidungen, Ergebnisse und Umstände, die den Verlauf des eigenen Lebens prägen, wurde die Idee von Rivet zusammen mit der Erforschung des alternativen Universums in der Franchise geboren. Die Hauptautorin Lauren Mee und die Hauptanimatorin Lindsay Thompson waren sehr an einer neuen Figur interessiert, die ihre eigene Perspektive und Überlebensinstinkte haben würde, die durch ihre gegebenen Umstände in einem dunkleren Universum verkörpert werden. Thompson beschrieb Rivet als "hartes Äußeres und empfundene Coolness, sie ist niemals zynisch, dunkel oder grausam. Sicher, sie weiß vielleicht nicht, wie sie sich in einer sozialen Situation am besten verhalten soll, aber sie ist verdammt noch mal nicht schüchtern." Smith bemerkte, dass das Team daran interessiert war, Komplexität und Nuancen mit parallelen Gegenstücken von Charakteren darzustellen, und verwies auf die Wichtigkeit, Charaktere wie Rivet nicht in jeder Hinsicht als "eindimensionale" Antithese zu ihren Gegenstücken darzustellen. Mee betonte, dass es wichtig sei, dass Rivets gelebte Erfahrungen sie nicht erschöpft zurücklassen, als ob sie mit ihren eigenen Kämpfen komme, sie hätten ihr nicht die Hoffnung genommen, ihr Universum vor den Mächten von Imperator Nefarious zu retten. Nach der Gründung von Rivet wurden mehrere Vorsprechen abgehalten, um die richtige Stimme für die Figur zu finden. Das Studio rekrutierte später die Synchronsprecherin Jennifer Hale, die zuvor die weibliche Commander Shepard in der Mass Effect-Serie geäußert hatte. Jim Ward, der seit Beginn der Serie Captain Qwark geäußert hat, konnte seine Rolle für Rift Apart aufgrund seines sich verschlechternden Gesundheitszustands nicht wieder aufnehmen, da bei ihm sowohl die Alzheimer-Krankheit als auch COVID-19 diagnostiziert wurden; er wurde ersetzt mit Scott Whyte.
Nach einem Patch am Tag der Veröffentlichung verfügt das Spiel über einen Fidelity-Modus mit 4K-Auflösung, der mit 30 Bildern pro Sekunde läuft, und zwei Modi mit 60 Bildern pro Sekunde, die als „Performance“ und „Performance Ray-Tracing“ bezeichnet werden und mit einer niedrigeren Basisauflösung laufen. Das Spiel unterstützt auch einen hohen Dynamikbereich. Das Spiel nutzt den DualSense-Controller, die Tempest Engine und die dedizierte Raytracing-Hardware der PlayStation 5, um erweitertes haptisches Feedback, räumliches 3D-Audio und Echtzeit-Raytracing-Effekte zu unterstützen. Die erhöhte Rechenleistung der PlayStation 5 und die Integration eines benutzerdefinierten Solid-State-Laufwerks ermöglichen es dem Spiel, eine größere Vielfalt an NPCs, Feinden, visuellen Effekten und Objekten in Spielszenen zu bieten als frühere Einträge. Verbesserungen im Spieldesign zielen darauf ab, die Ladezeiten beim Springen zwischen den Welten deutlich zu verkürzen.
Laut Angaben von Insomniac Games erreichte das Spiel am 13. Mai 2021 den „Gold“-Status, was bedeutet, dass physische Kopien des Spiels zur Produktion bereit waren, wobei jede weitere Entwicklung durch Software-Updates in das Spiel eingespielt wurde.

### Musik
Ratchet & Clank: Rift Apart enthält eine Soundtrack, der hauptsächlich von Mark Mothersbaugh und Wataru Hokoyama für das Spiel komponiert wurde. Bekannt für seine Filmkompositionen in Hotel Transsilvanien, Thor: Tag der Entscheidung und Die Croods – Alles auf Anfang, wurde Mothersbaugh schon früh in der Entwicklung des Spiels kontaktiert. Insomniac Games wollte, dass der Soundtrack einen retro-futuristischen Sound heraufbeschwört. Dieser Ansatz prägte die Klangrichtung und führte zu ihrer anschließenden Suche nach dem richtigen Komponisten, um diese Vision zu erfüllen. Sie baten Mothersbaugh, der sich später bereit erklärte, für das Spiel zu komponieren. Mothersbaugh entschied sich für einen experimentelleren Sound und verwendete verschiedene Instrumente, darunter Synthesizer, um die Partitur zu komponieren. Durch die Kombination vielseitiger Synth-Sounds mit orchestralen Beats konnte Mothersbaugh ein cineastischeres Klangerlebnis liefern, das der Leitvision des Studios entspricht.

## Veröffentlichung
Ratchet & Clank: Rift Apart wurde am 11. Juni 2021 weltweit veröffentlicht und von Sony Interactive Entertainment veröffentlicht. Es wurde am 11. Juni 2020 im PlayStation-5-Enthüllungsstream angekündigt. Bei der Gamescom Opening Night Live am 27. August 2020 präsentierte Insomniac Games eine siebenminütige Gameplay-Demo des Spiels. Am 11. Februar 2021 kündigte Insomniac Games mehrere Vorbestellungseditionen für das Spiel an. Die Standard Edition enthält eine grafisch verbesserte Version der Carbonox-Rüstung aus Ratchet & Clank: Going Commando sowie die Pixelizer-Waffe aus Ratchet & Clank (2016). Die digitale Deluxe-Edition enthält fünf Rüstungssets, ein Aufkleberpaket für den neuen Fotomodus, 20 Raritanium zum Aufrüsten von Waffen sowie einen digitalen Soundtrack und ein Artbook. In Sonys State-of-Play-Präsentation vom 29. April 2021 wurde ein langer 16-minütiger Gameplay-Trailer veröffentlicht.

## Rezeption
Ratchet & Clank: Rift Apart erhielt laut Bewertungsaggregator Metacritic „allgemein positive Bewertungen“ (88 %).
Jonathon Dornbush von IGN lobte die Grafik des Spiels und sagte, dass die Animationen und detaillierten Modelle dazu beigetragen hätten, „die gesamte Besetzung ausdrucksstärker als je zuvor zu machen“. Dornbush war außerdem der Meinung, dass die Erzählung des Spiels die Standards von Animationsfilmen erreichte, und verglich es positiv mit Pixar, „in seiner Fähigkeit, eine emotionale Geschichte zu erzählen und gleichzeitig seine exzellente Komödie beizubehalten“.
Kyle Orland von Ars Technica genoss den Kampf des Spiels und hatte das Gefühl, dass die Kernspielschleife des Schießens und Ausweichens auf feindliche Projektile solide war. Orland erwähnte, dass die feindliche Vielfalt besser hätte sein können, war jedoch der Meinung, dass Feinde mit unterschiedlichen Kombinationen mit großer Wirkung eingesetzt wurden. Er kritisierte die Gameplay-Nutzung von Rifts und sagte, dass sie für einen großen Teil des Spiels nicht ausgelastet seien.
Chris Carter von Destructoid lobte die Präsentation des Spiels und sagte, dass „wir am Punkt des spielbaren Pixar angelangt sind“. Carter lobte die Leistungen der Stimmen, die neben dem Soundtrack gecastet wurden. Er genoss auch, wie die neue Hardware die Ladezeiten verkürzte, und war der Meinung, dass Rift Apart den DualSense-Controller gut nutzte.
Andrew Reiner von Game Informer lobte besonders die Grafik des Spiels und das Design der Umgebung und fügte hinzu, dass „es Ihnen mit seinen atemberaubenden Ausblicken die Aufmerksamkeit stiehlt und Sie dazu bringt, sich für die Charaktere zu interessieren“. Reiner äußerte sich positiv über das Rift Tether-Feature und erklärte, dass seine Einbeziehung in das Spiel das Spielerlebnis erhöht, dass es ziemlich „oft beeindruckt, wie unterschiedlich die nächste Welt im Vergleich zu der ist, in der Sie gerade stehen“.
In einer begeisterten Rezension schrieb Ryan Gilliam von Polygon, dass Rift Apart ein beeindruckendes Spiel war, das die Vorteile der PlayStation-5-Hardware nutzte. „Aber was noch wichtiger ist, es ist ein großartiger Einstieg in ein fast zwei Jahrzehnte altes Franchise, das den Fans noch mehr verrückte Waffen, cleveres Schreiben und frische Biome zum Erkunden bietet.“
Steve Watts von GameSpot gab dem Spiel eine positive Bewertung, lobte die hervorragende Spielpräsentation, die einfallsreichen Waffen und die reibungslose Steuerung und fügte hinzu, dass "Ratchet & Clank: Rift Apart auffällig und technisch beeindruckend ist, ohne sich wichtig zu fühlen."

### Verkaufszahlen
In Großbritannien legte Rift Apart nach dem Remake von 2016 den zweitbesten Verkaufsstart der Seriengeschichte hin. Auch bei den auf Datenträger verkauften Spielen erreichte Rift Apart den zweitbesten Verkaufsstart eines PS5-Spiel hinter dem ebenfalls von Insomniac entwickelten PS5-Starttitel Spider-Man: Miles Morales. Auch in der zweiten und dritten Veröffentlichungswoche waren die Verkäufe in Großbritannien weiterhin stark. In Japan war Rift Apart in der ersten Woche nach Veröffentlichung das drittbeste Verkaufsspiel im Einzelhandel, mit landesweit 14.663 verkauften Exemplaren. Rift Apart war im Monat seiner Veröffentlichung auch die meistverkaufte Videospielsoftware in den Vereinigten Staaten.
Bis zum 18. Juli 2021 hat sich das Spiel weltweit über 1,1 Millionen Mal verkauft.

### Auszeichnungen
| Award                             | Kategorie                                                       |
| --------------------------------- | --------------------------------------------------------------- |
| Hollywood Music in Media Awards   | Best Original Score — Video Game                                |
| Golden Joystick Awards            | Best Visual Design                                              |
| Golden Joystick Awards            | Best Performer (Jennifer Hale als Rivet)                        |
| Golden Joystick Awards            | PlayStation Game of the Year                                    |
| Golden Joystick Awards            | Ultimate Game of the Year                                       |
| The Game Awards                   | Best Art Direction                                              |
| The Game Awards                   | Best Audio Design                                               |
| The Game Awards                   | Best Action-Adventure Game                                      |
| The Game Awards                   | Best Game Direction                                             |
| The Game Awards                   | Innovation in Accessibility                                     |
| The Game Awards                   | Game of the Year                                                |
| D.I.C.E. Awards                   | Outstanding Achievement in Animation                            |
| D.I.C.E. Awards                   | Outstanding Achievement in Art Direction                        |
| D.I.C.E. Awards                   | Outstanding Achievement in Character (Rivet)                    |
| D.I.C.E. Awards                   | Outstanding Achievement in Audio Design                         |
| D.I.C.E. Awards                   | Outstanding Technical Achievement                               |
| D.I.C.E. Awards                   | Family Game of the Year                                         |
| D.I.C.E. Awards                   | Outstanding Achievement in Game Design                          |
| D.I.C.E. Awards                   | Outstanding Achievement in Game Direction                       |
| D.I.C.E. Awards                   | Game of the Year                                                |
| Visual Effects Society Awards     | Outstanding Visual Effects in a Real-Time Project               |
| Annie Awards                      | Outstanding Achievement for Character Animation in a Video Game |
| Game Developers Choice Awards     | Best Visual Art                                                 |
| Game Developers Choice Awards     | Best Technology                                                 |
| 18th British Academy Games Awards | Best Game                                                       |
| 18th British Academy Games Awards | Animation                                                       |
| 18th British Academy Games Awards | Artistic Achievement                                            |
| 18th British Academy Games Awards | Family Game                                                     |
| 18th British Academy Games Awards | Game Design                                                     |
| 18th British Academy Games Awards | Music                                                           |
| 18th British Academy Games Awards | Technical Achievement                                           |
| 18th British Academy Games Awards | Performer in a Leading Role (Jennifer Hale as Rivet)            |